# Tomb of the Mutilated
Tomb Of The Mutilated – album amerykańskiej grupy deathmetalowej Cannibal Corpse. Wydany został w 1992 roku nakładem Metal Blade Records.

## Lista utworów
Opracowano na podstawie materiału źródłowego.
| Nr  | Tytuł utworu                           | Muzyka i słowa                                                      | Długość |
| --- | -------------------------------------- | ------------------------------------------------------------------- | ------- |
| 1.  | „Hammer Smashed Face”                  | Chris Barnes, Jack Owen, Bob Rusay, Alex Webster, Paul Mazurkiewicz | 4:02    |
| 2.  | „I Cum Blood”                          | Chris Barnes, Jack Owen, Bob Rusay, Alex Webster, Paul Mazurkiewicz | 3:41    |
| 3.  | „Addicted to Vaginal Skin”             | Chris Barnes, Jack Owen, Bob Rusay, Alex Webster, Paul Mazurkiewicz | 3:30    |
| 4.  | „Split Wide Open”                      | Chris Barnes, Jack Owen, Bob Rusay, Alex Webster, Paul Mazurkiewicz | 3:01    |
| 5.  | „Necropedophile”                       | Chris Barnes, Jack Owen, Bob Rusay, Alex Webster, Paul Mazurkiewicz | 4:05    |
| 6.  | „The Cryptic Stench”                   | Chris Barnes, Jack Owen, Bob Rusay, Alex Webster, Paul Mazurkiewicz | 3:56    |
| 7.  | „Entrails Ripped from a Virgin’s Cunt” | Chris Barnes, Jack Owen, Bob Rusay, Alex Webster, Paul Mazurkiewicz | 4:15    |
| 8.  | „Post Mortal Ejaculation”              | Chris Barnes, Jack Owen, Bob Rusay, Alex Webster, Paul Mazurkiewicz | 3:36    |
| 9.  | „Beyond the Cemetery”                  | Chris Barnes, Jack Owen, Bob Rusay, Alex Webster, Paul Mazurkiewicz | 4:55    |
| 10. | „I Cum Blood (live)”                   |                                                                     | 4:13    |
|     |                                        |                                                                     | 39:14   |

## Twórcy
Opracowano na podstawie materiału źródłowego.

- Chris Barnes – śpiew
- Jack Owen – gitara rytmiczna, gitara prowadząca
- Bob Rusay - gitara rytmiczna, gitara prowadząca
- Alex Webster – gitara basowa
- Paul Mazurkiewicz – perkusja
- Vincent Locke - oprawa graficzna
- Tracy Vera - oprawa graficzna
- Brian J Ames - oprawa graficzna
- Scott Burns – inżynieria dźwięku, produkcja muzyczna, miksowanie
- Jim Cookfair - zdjęcia